# بي غاردنر هاو الثالث
بي غاردنر هاو الثالث (بالإنجليزية: P. Gardner Howe, III)‏ هو عسكري أمريكي، ولد في 1962 في جاكسونفيل في الولايات المتحدة.